# Kalabása
Kalabaça (Kalabása, Calabaças, Calabassa), pleme američkih Indijanaca iz brazilske države Ceará, danas naseljeno na području općine Poranga. Preostalo ih je nekih 20 obitelji.

## Vanjske poveznice
- Histórico dos povos Tabajara e Kalabaça de Poranga